# سنت-ماری-سالومه، کبک
سَنت-ماری-سالُمه (به فرانسوی: Sainte-Marie-Salomé) قصبه‌ای در منطقه شهری مونکالم ناحیه لانودییر در استان کبک کانادا است. در سرشماری سال ۲۰۱۱ این قصبه ۱٬۲۱۲ نفر جمعیت داشته‌است و مساحت آن ۳۴٫۴۴ کیلومتر مربع است.